# Sanguinaccio (insaccato)
Il sanguinaccio è un insaccato di diverse parti di maiale (per lo più interiora e sangue), arricchito con vari ingredienti in base alle tradizioni culinarie della regione in cui viene preparato. È simile al boudin francese, al Blutwurst tedesco, alla morcilla spagnola, alla mbusia paraguaiana, alla morcela portoghese, al black pudding britannico, al mustamakkara finlandese, al blodpudding svedese e al sundae coreano.

## Tipi di sanguinaccio
- Nella cucina alpina, e in quella piemontese, il sanguinaccio (sanganèl in friulano, boudin in valdostano, bodin in piemontese, buldone e moretta in veneto, "brigaldolo" nel veronese, birölt in Alta Valtellina[3]) si consuma cotto insieme con la polenta; in Piemonte si mescola il sangue del maiale a pane e/o patate riso[4], barbabietole e spezie e si consuma anche come insaccato.
- Nella cucina ligure, conosciuto col termine dialettale di berodu[5], l'insaccato è preparato in tegame con olio extravergine d'oliva locale, cipolle, pinoli, latte intero, sale e pepe nero.
- Nella cucina lombarda e in quella del basso Novarese, si mescola il sangue del maiale a pane e/o patate e spezie e viene denominato marzapane[6][7] (da non confondere con l'omonimo dolce di mandorla tipico di Sicilia e Puglia)
- Nella cucina dell'Alta Val Camonica, il sanguinaccio è un insaccato con una pasta simile a quella del cotechino, con l'aggiunta del sangue. Viene consumato in due modi: lessato insieme ad altri salumi (come il cotechino) e patate, oppure seccato in cantina e mangiato dopo qualche mese di essiccazione. Viene denominato sanguigni o sanguignino.
- Nella cucina toscana si prepara secondo la ricetta del mallegato o biroldo con l'aggiunta di varie spezie, tra cui i semi di finocchio selvatico. Nella zona del senese viene preparato un insaccato chiamato buristo.
- Nella cucina calabrese è conosciuto col termine di sangiari[3]. Viene preparato con il sangue di maiale, più l'aggiunta di ricotta o vino cotto. In altre parti della Calabria (sibaritide) viene preparato come crema cotta partendo dal sangue fresco di maiale e cacao in polvere, a fuoco lento (spesso al caminetto), e in genere viene aggiunta noci e o uva passa. Da questo punto di vista è molto simile al sanguinaccio dolce della Basilicata e in questa versione viene conservato in barattoli come per la marmellata.
- Nella cucina pugliese è detto lu sangunazz[3] ed è preparato con l'intestino misto al vino e cotto; particolare attenzione va al sanguinaccio leccese o sangunazzu riconosciuto dal Ministero delle politiche agricole alimentari e forestali come prodotto agroalimentare tradizionale pugliese[8] e riportato nell'elenco della ventesima revisione[9]; si prepara con sangue di maiale mescolato al cervello bovino o suino condito con sale e pepe a volte con aggiunta di lardo[10].
- Nella cucina siciliana è detto sangeli; per la preparazione viene usato l'intestino, che cotto con del sangue messo all'interno viene tagliato a fettine e mangiato.
- Nella cucina lucana esistono diversi tipi di sanguinaccio a seconda delle zone. Nella zona del Vulture-Melfese, viene preparato con l'aggiunta di cioccolato fondente, vaniglia, cacao amaro e cannella. Vi è un'altra variante regionale che è composta da friselle tritate, biscotti secchi, riso, miele, caffè, cioccolata fondente e uva sultanina.
- Nella cucina nord - campana e molisana, cioè in area matesina (ru sanguanatu/ le sanghenàte)[3] viene preparato aggiungendo al sangue, riso, cacao, pinoli, bucce d'arancio e uva passa. Mangiato freddo a fette a mo' di dolce o riscaldato in padella o sulla brace o insaccato (Molise).

## Galleria d'immagini

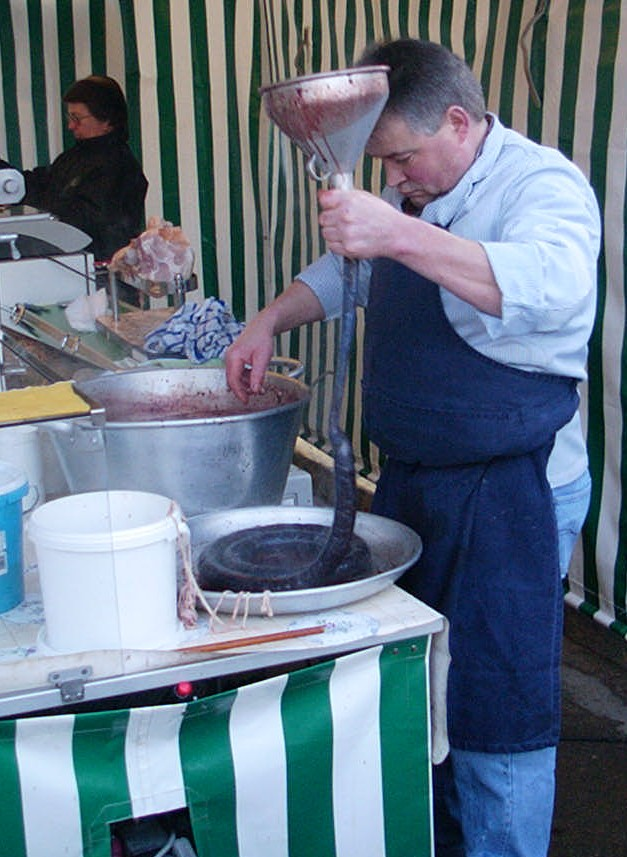
Preparazione di sanguinacci in Francia
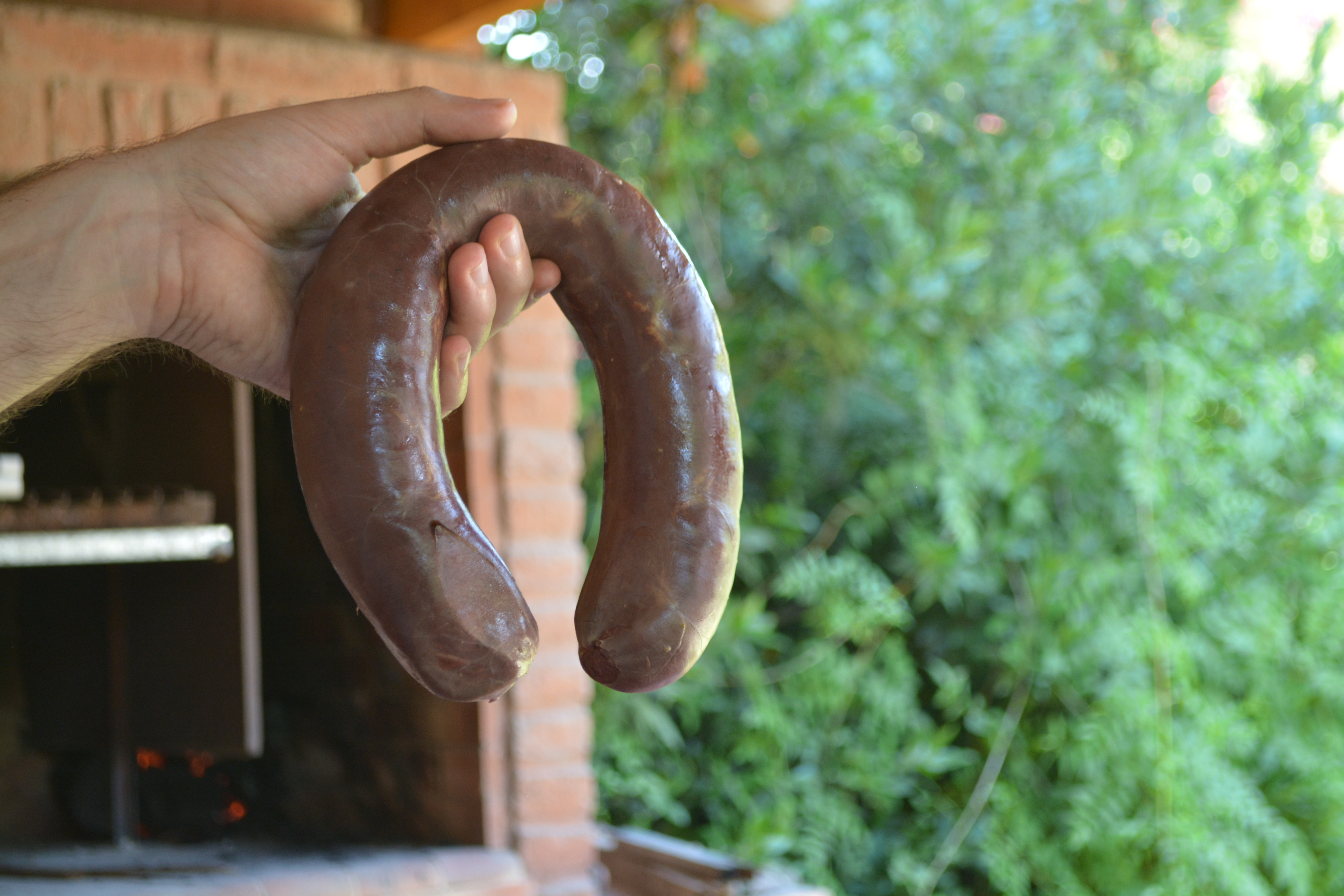
Morcilla argentina
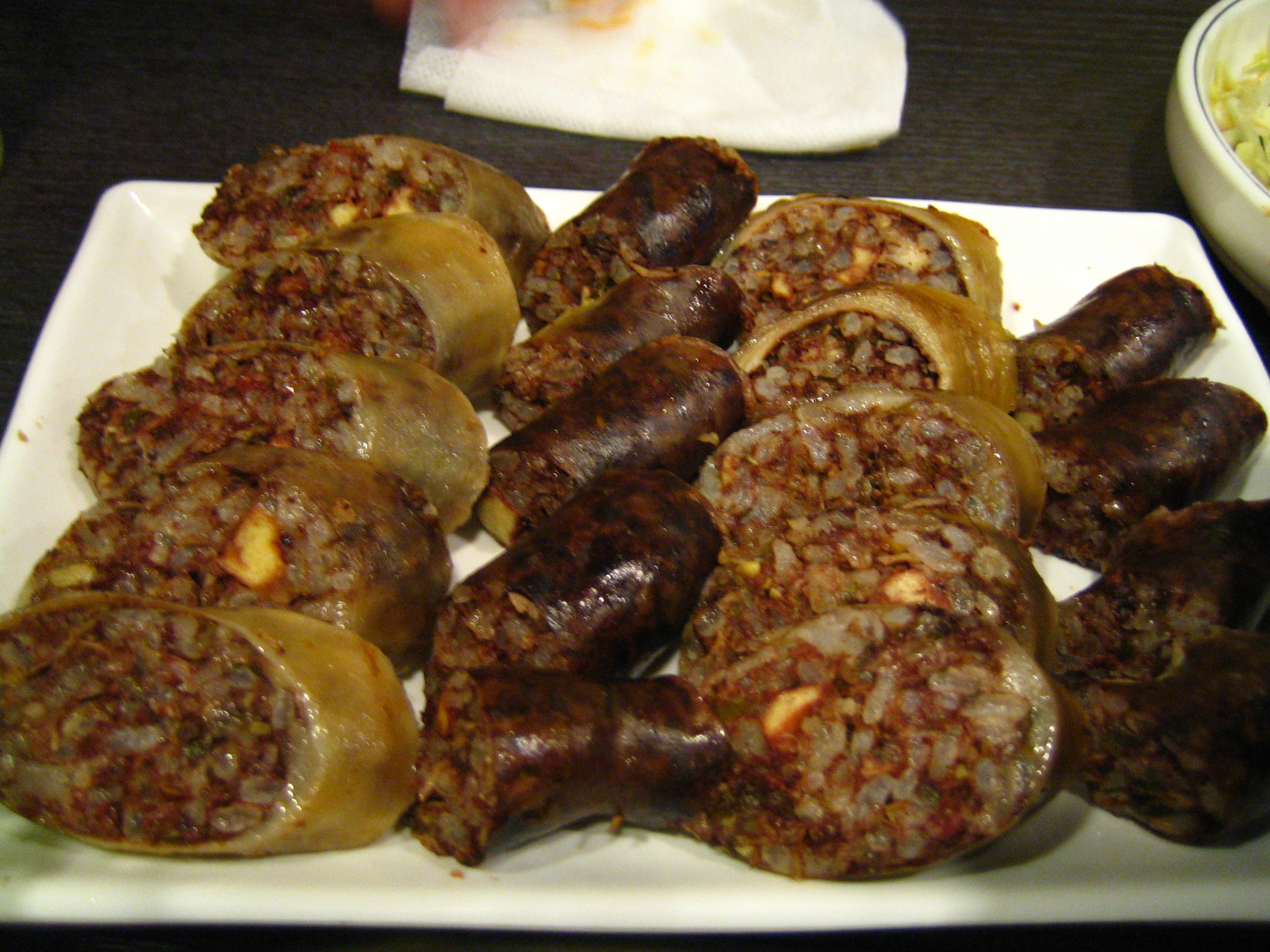
Un piatto di sundae
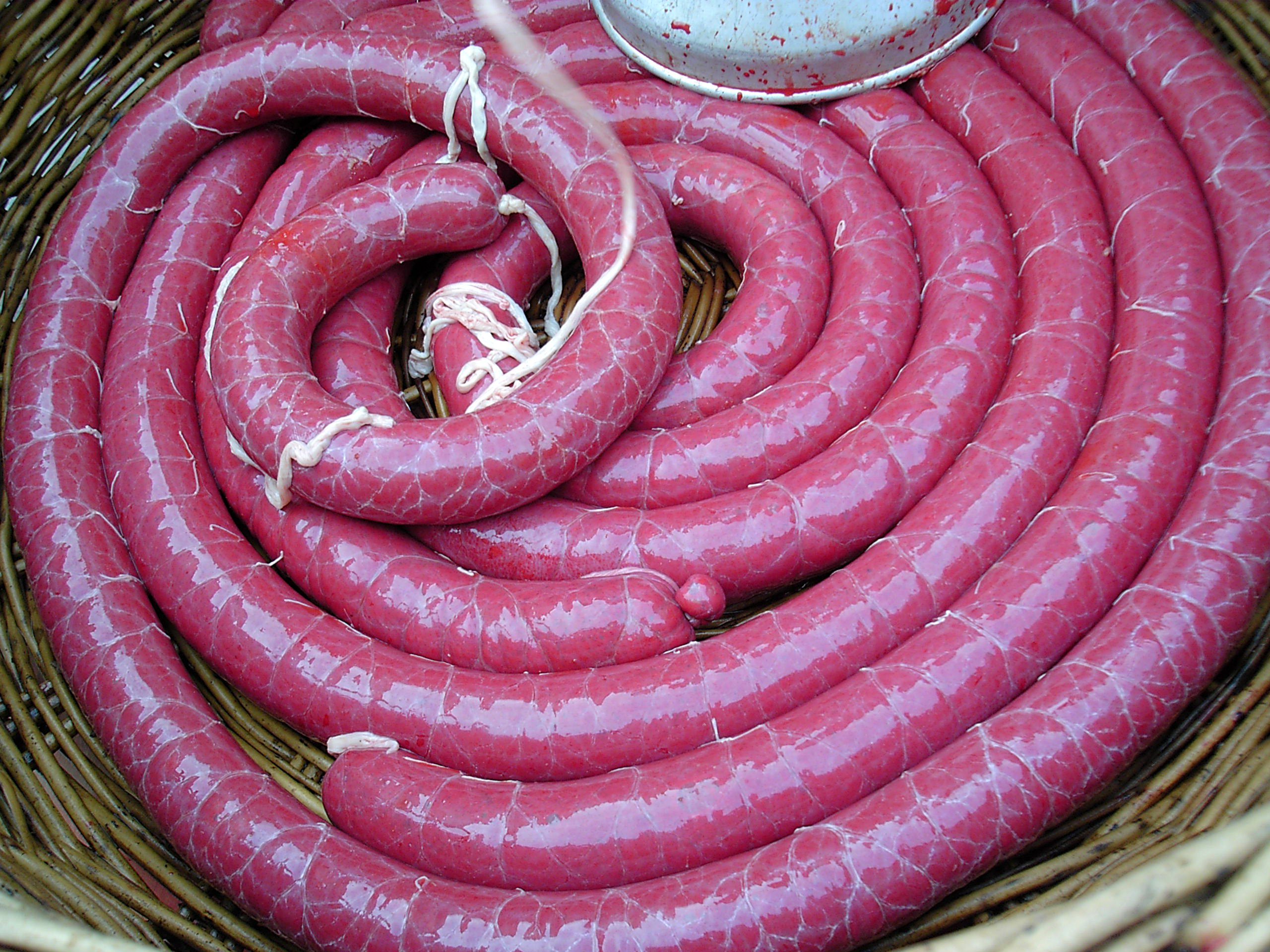
Boudin noir crudo
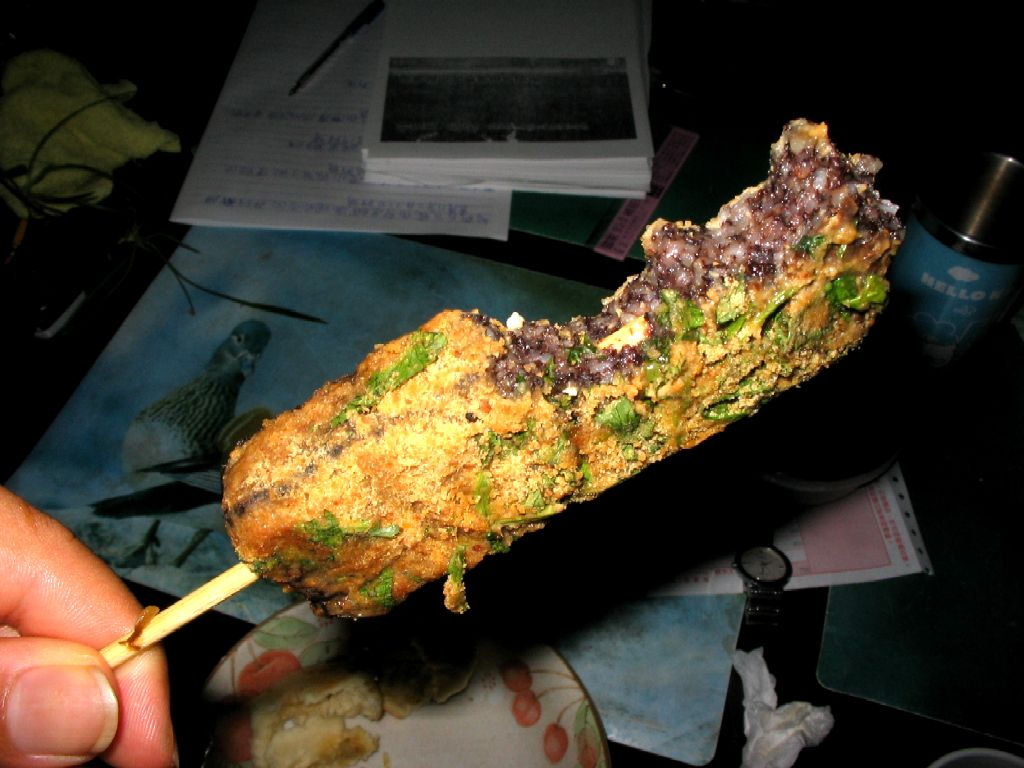
Pig blood cake
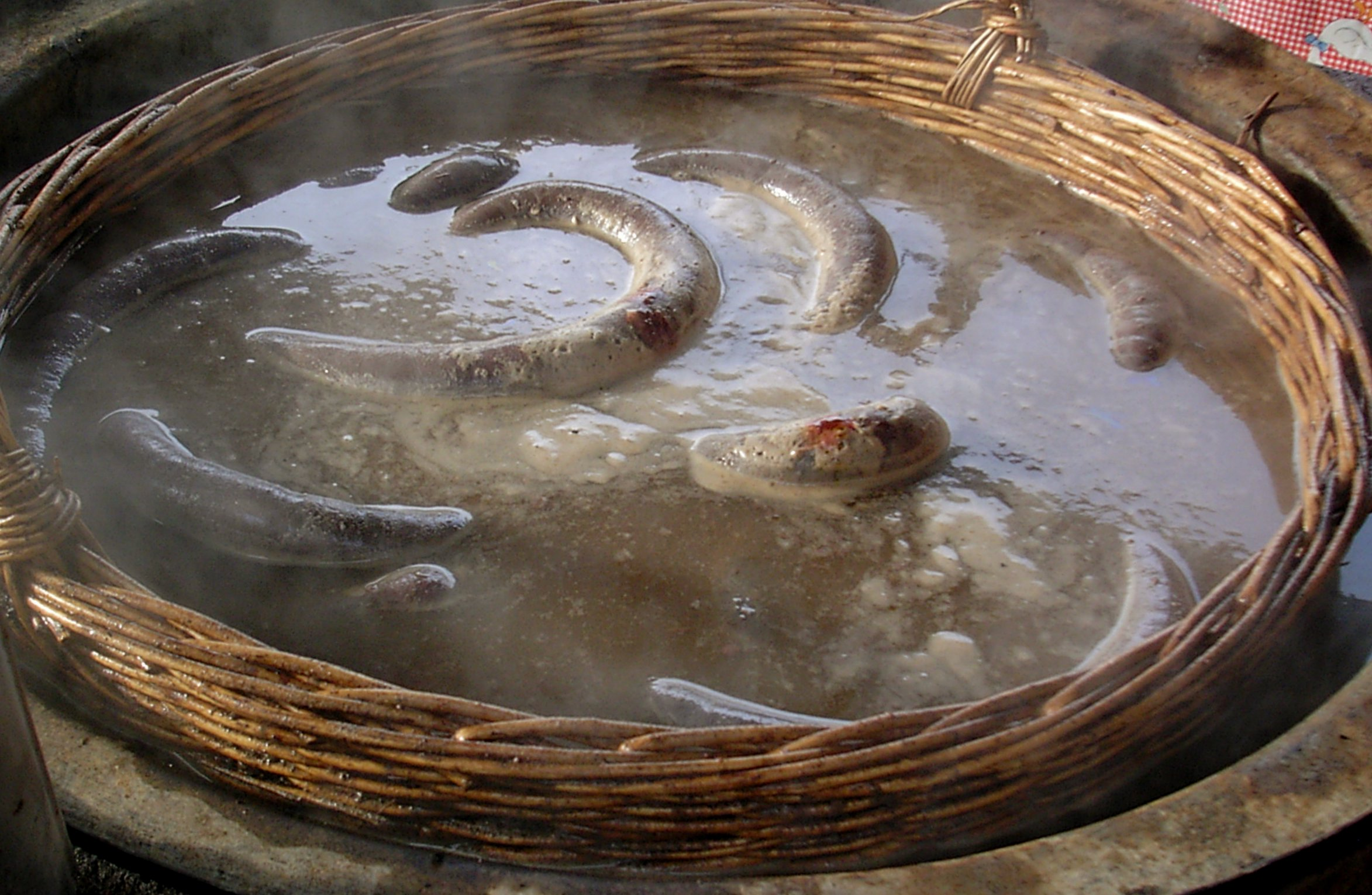
Boudin rouge (red pudding) in ebollizione
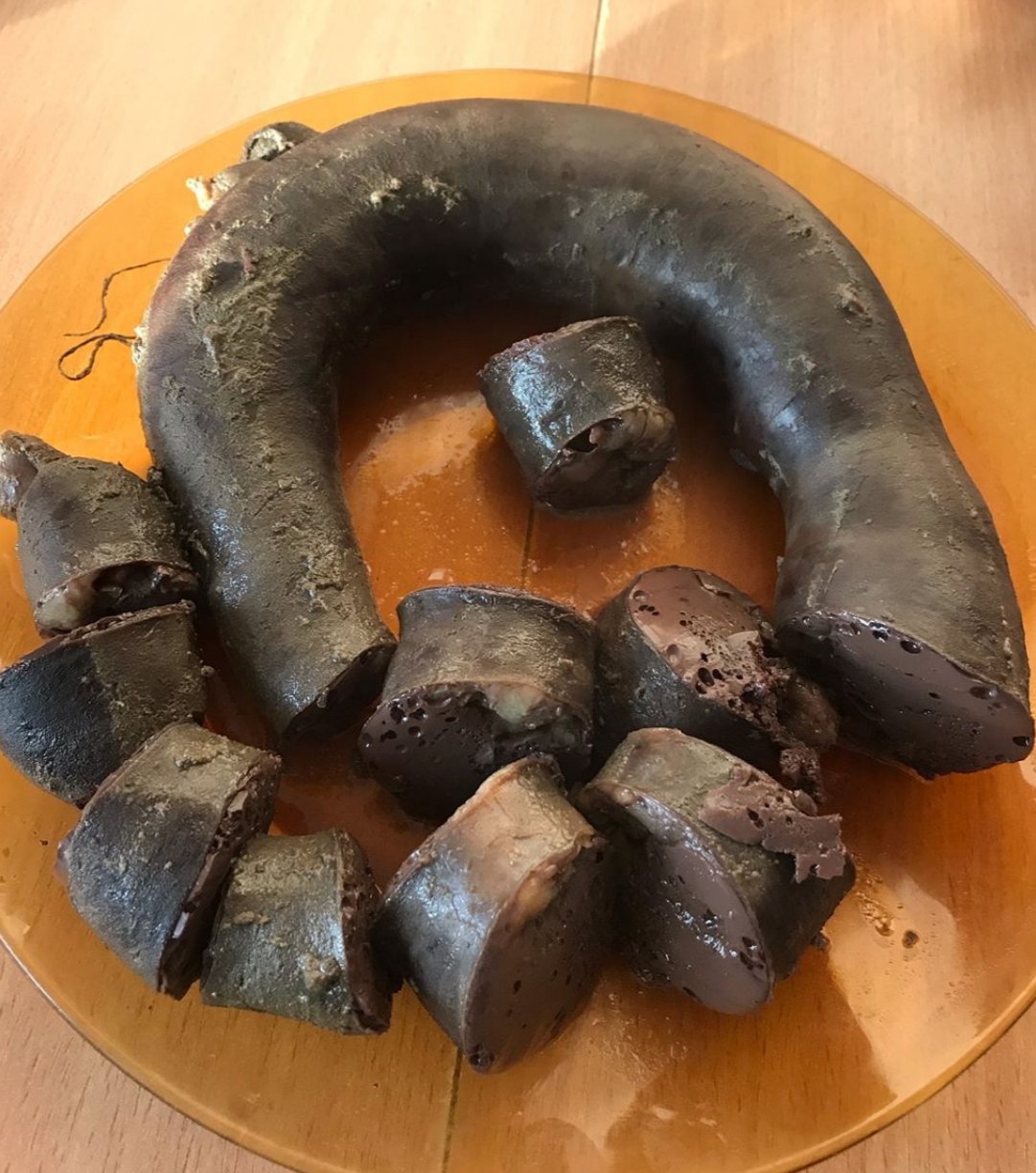
Sanguinaccio russo
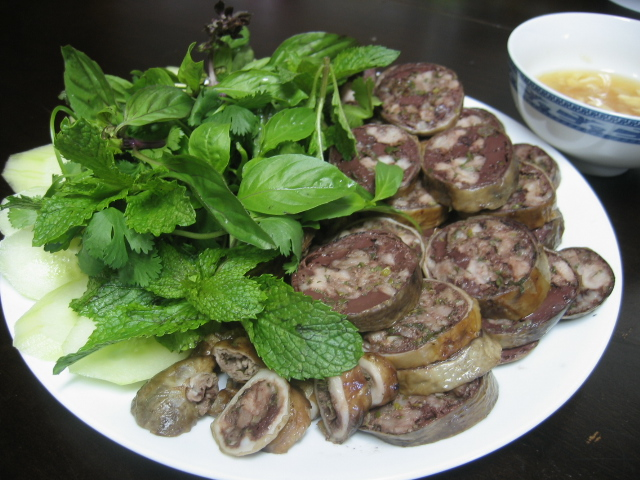
Dồi, il sanguinaccio vietnamita
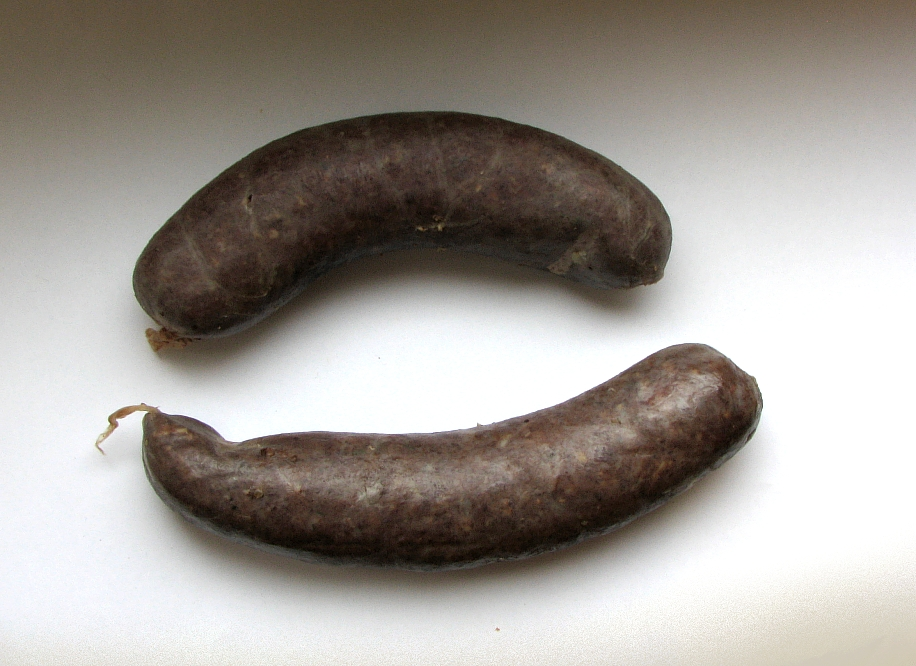
Kaszanka
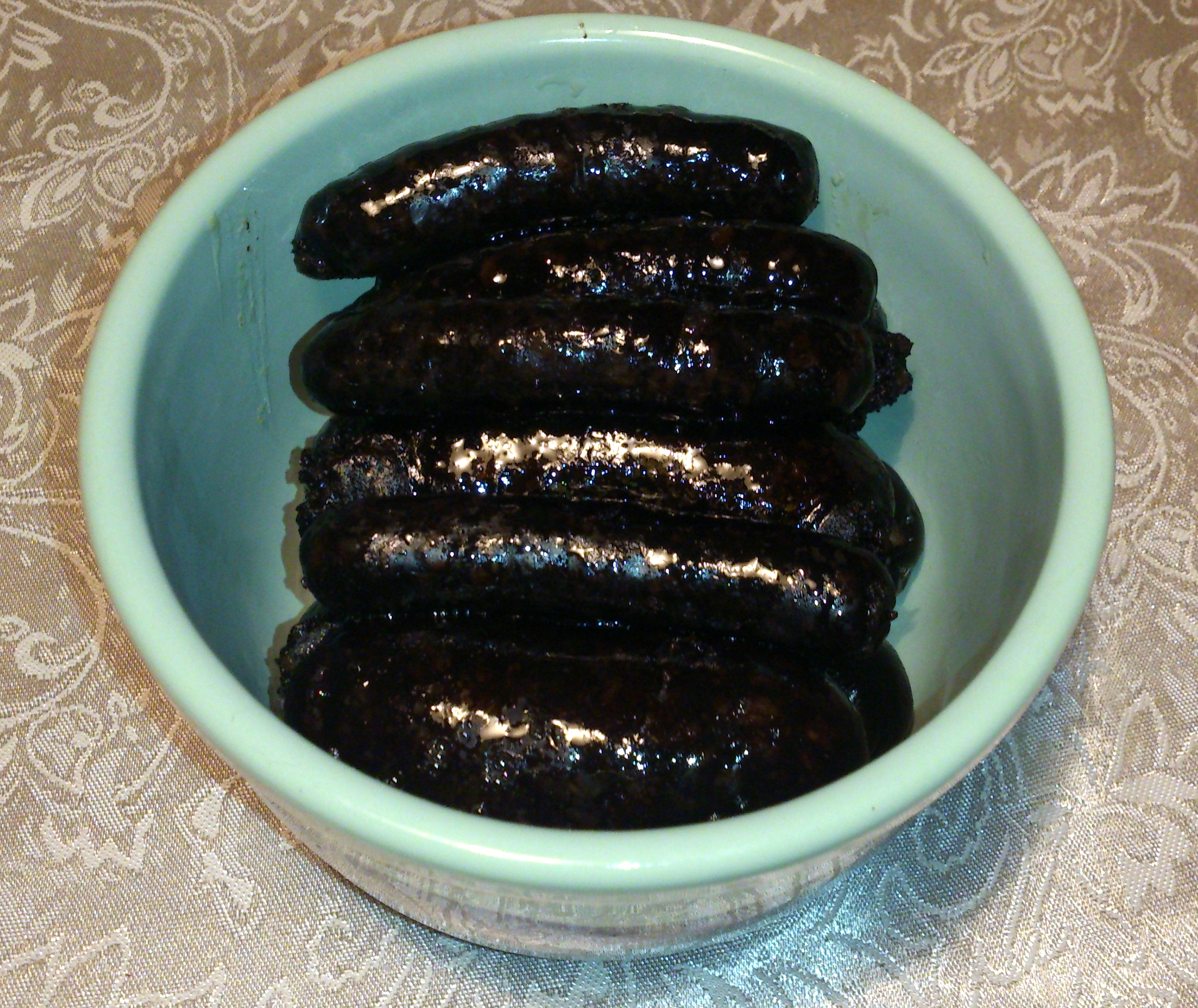
Verivorst al forno
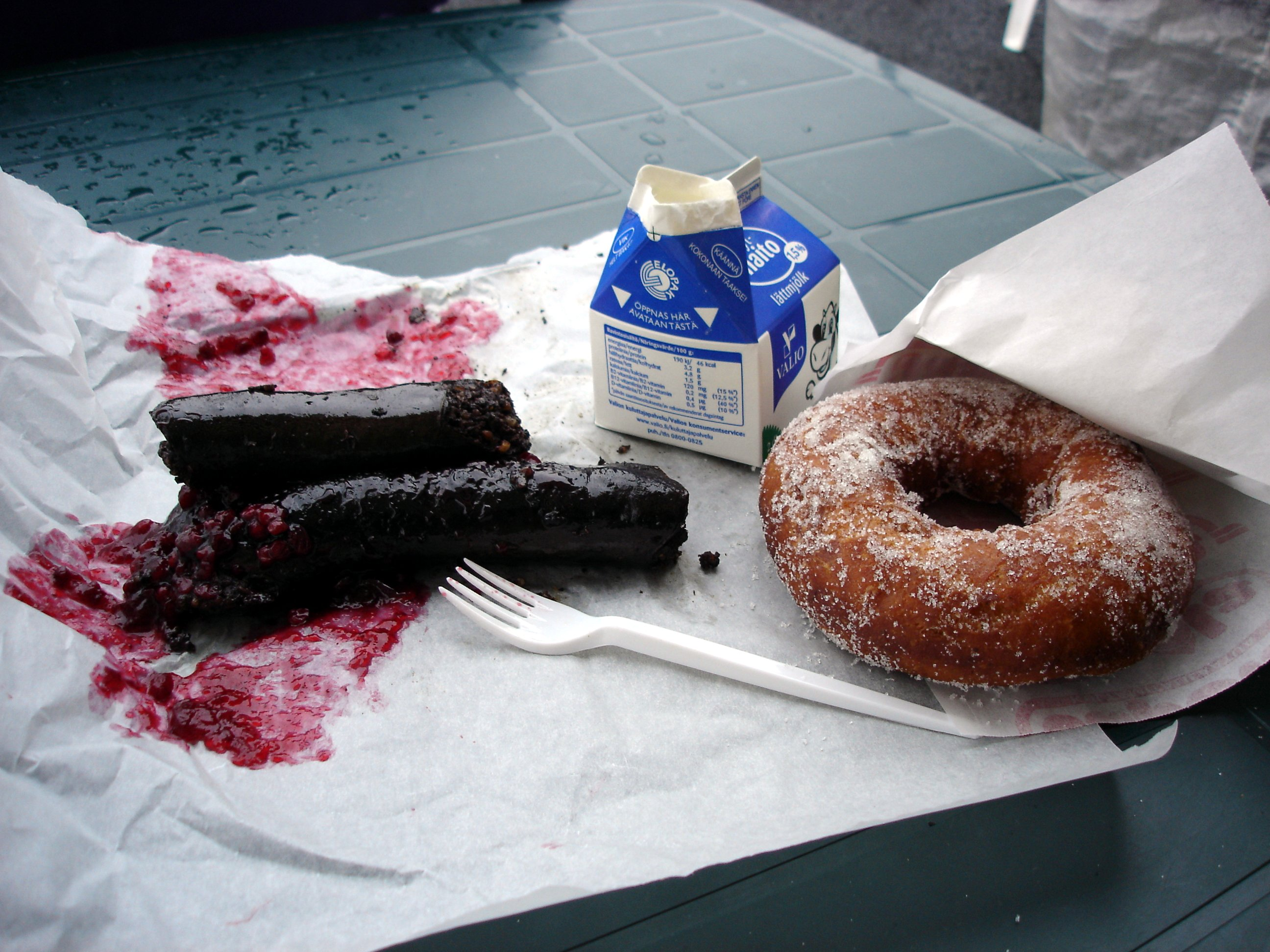
Mustamakkara con confettura di mirtilli rossi, latte e donut
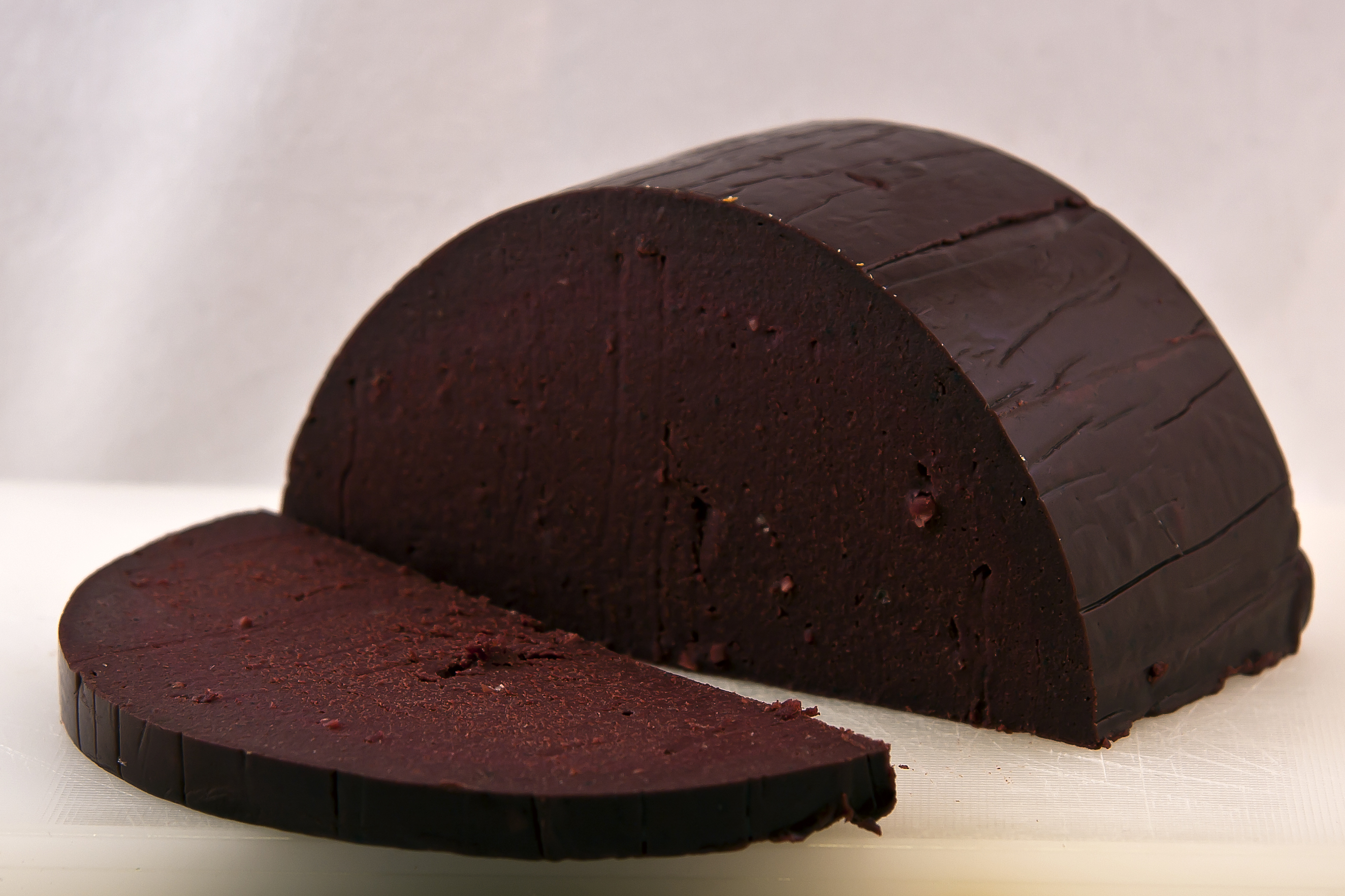
Blodpudding
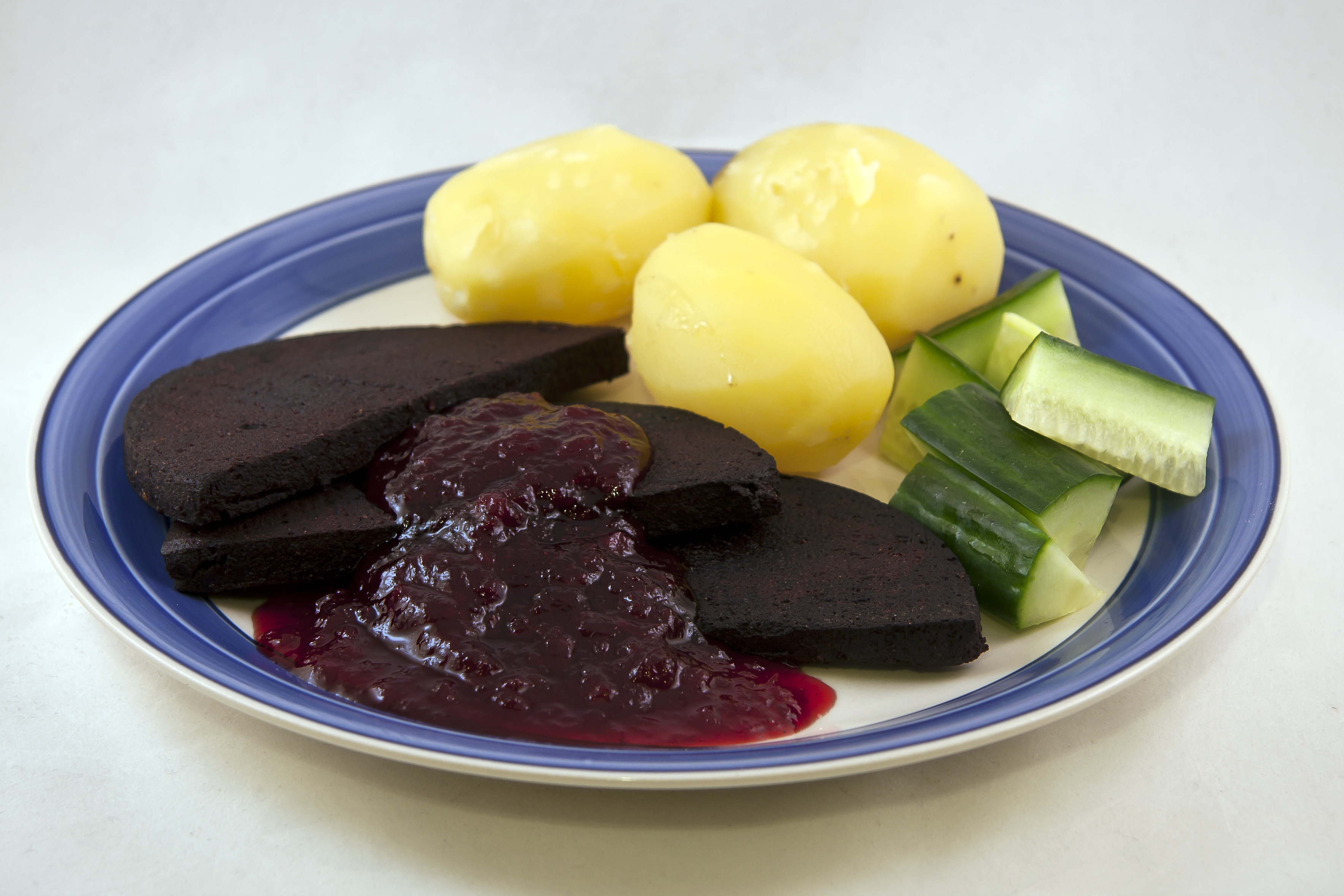
Blodpudding con patate bollite, cetrioli e confettura di mirtilli rossi
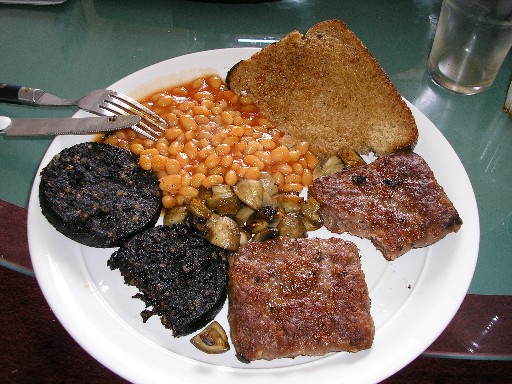
Colazione scozzese, composta da black pudding, square sausage, baked beans, funghi e pane fritto.
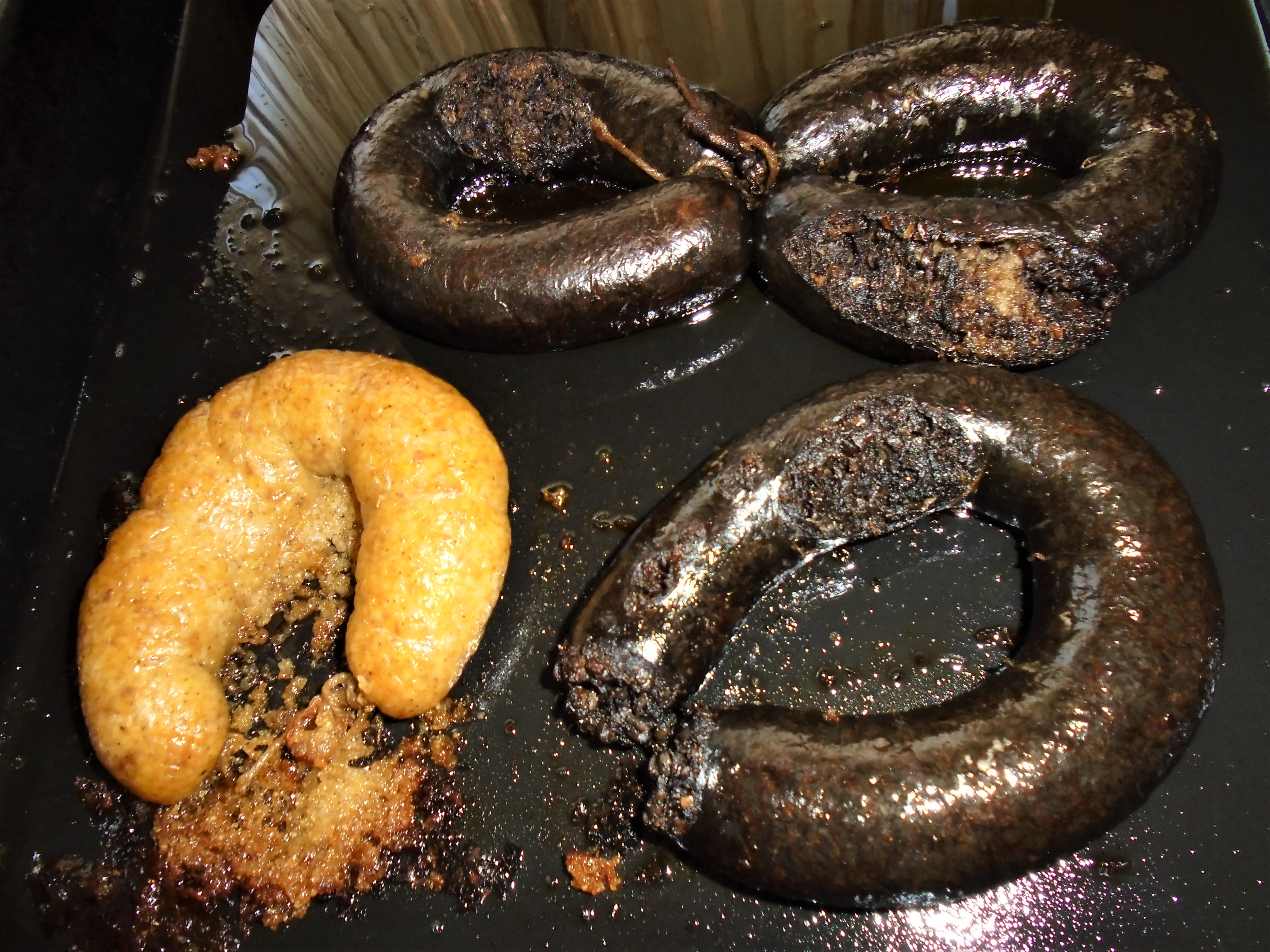
Sanguinaccio croato in teglia
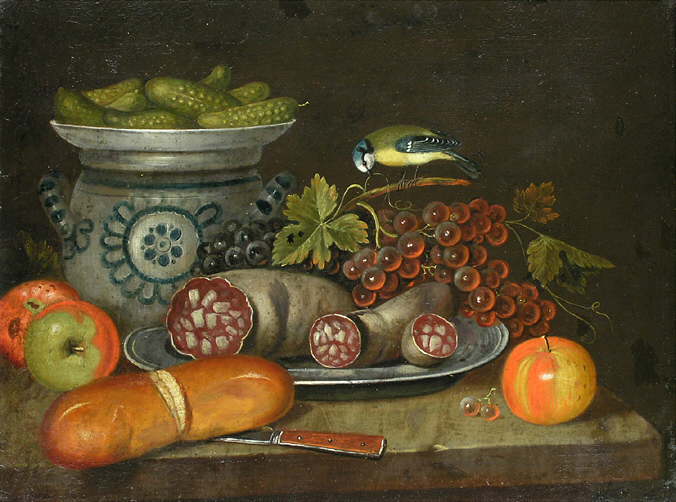
Natura morta italiana del 17º secolo raffigurante dei sanguinacci
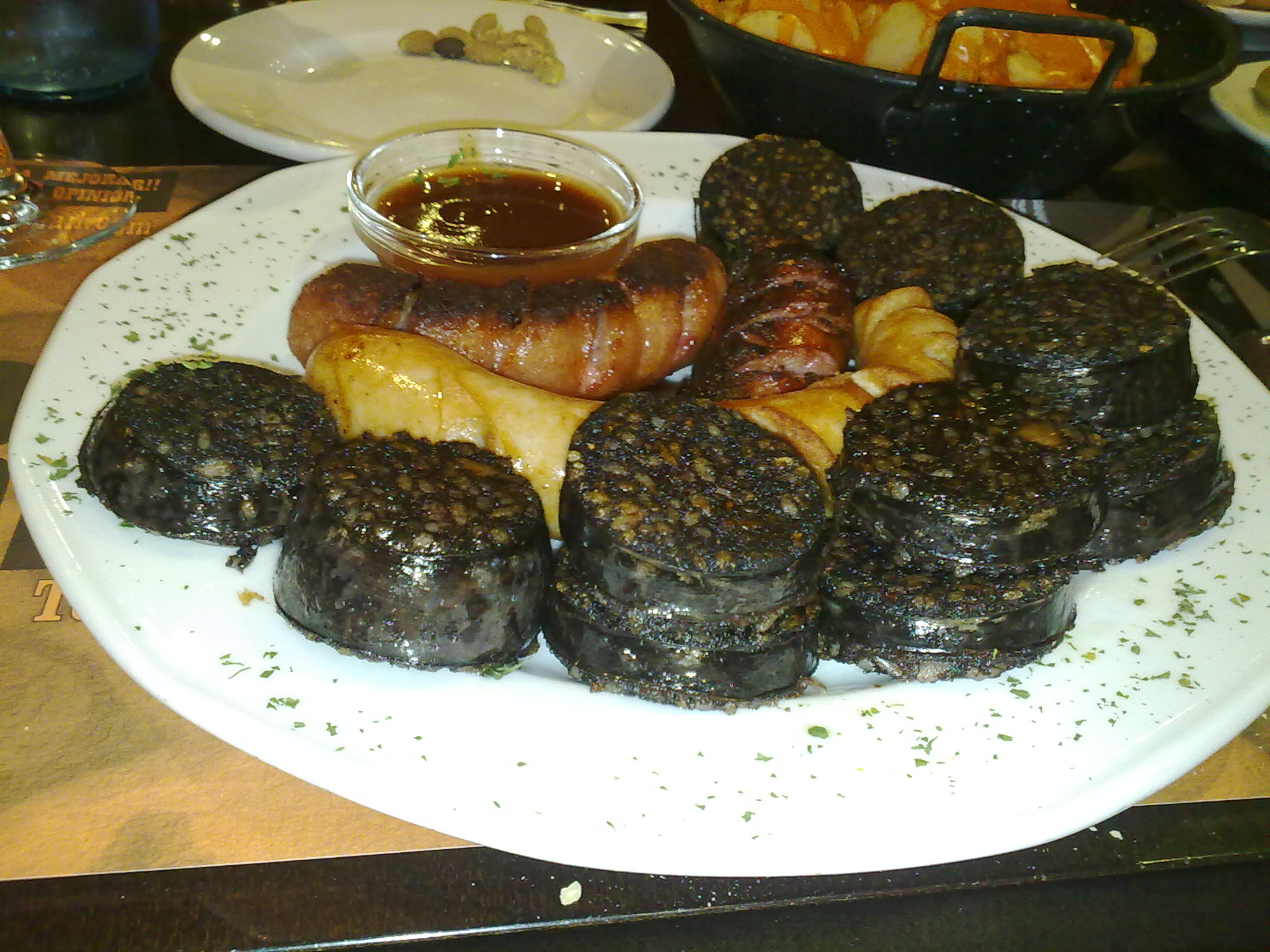
Morcela, botifarra e salsicce
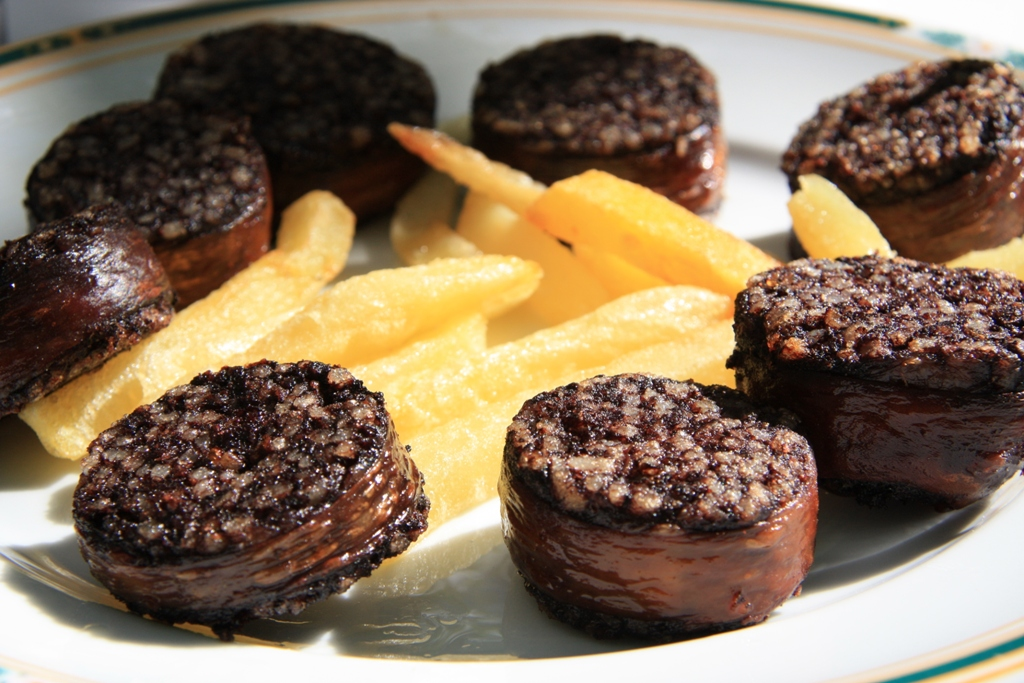
Morcilla cocida, piatto tipico spagnolo e latinoamericano
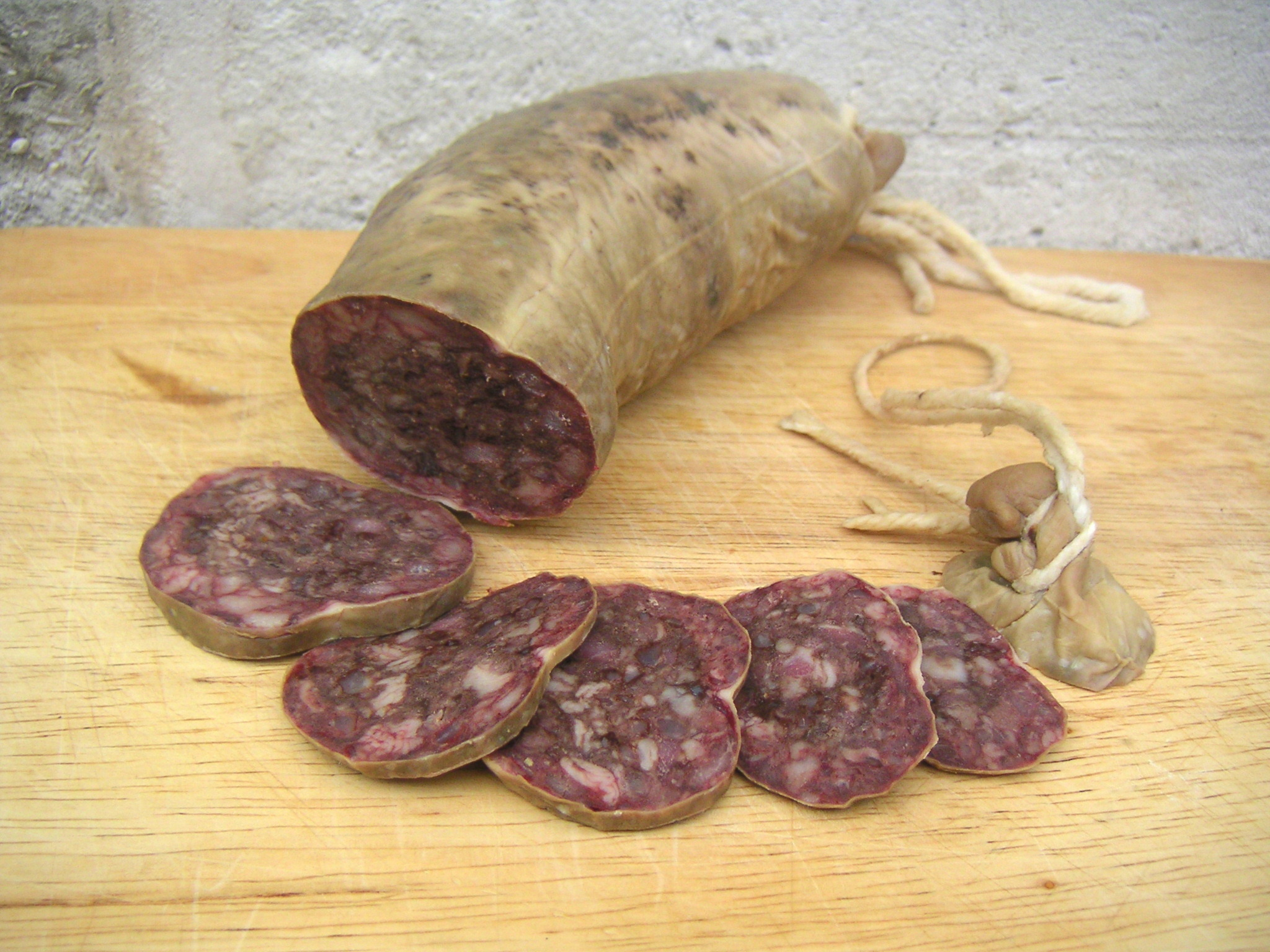
Variante catalana di botifarra nota come bisbe, ovvero 'vescovo'
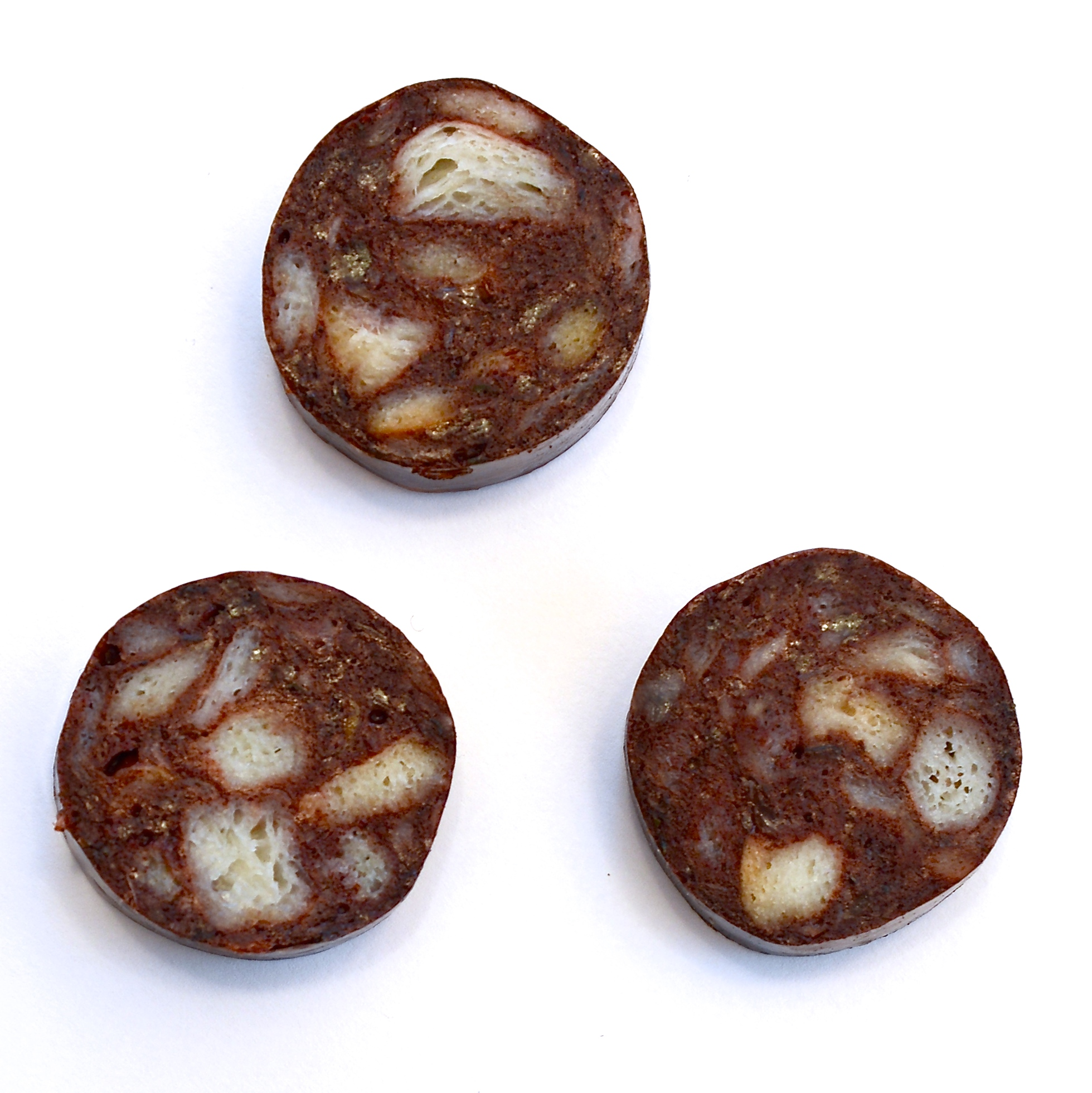
Blunze austriaco